# Derrick Luckassen
Derrick Luckassen (Amsterdam, 3 luglio 1995) è un calciatore olandese, difensore del Pafos.

## Carriera

### Club

#### AZ Alkmaar
Cresciuto nel settore giovanile dell'AZ Alkmaar, debutta in prima squadra il 30 agosto 2014 nella vittoria esterna per 1-3 contro il Doordrecht. Segna il suo primo gol in campionato il 18 aprile 2015 in AZ-ADO Den Haag 3-1.

### Nazionale
Ha militato nell'Under-18, Under-19 e Under-21.

## Statistiche

### Presenze e reti nei club
Statistiche aggiornate al 12 marzo 2021.
| Stagione          | Squadra           | Campionato        | Campionato | Campionato | Coppe nazionali | Coppe nazionali | Coppe nazionali | Coppe continentali | Coppe continentali | Coppe continentali | Altre coppe | Altre coppe | Altre coppe | Totale | Totale |
| Stagione          | Squadra           | Comp              | Pres       | Reti       | Comp            | Pres            | Reti            | Comp               | Pres               | Reti               | Comp        | Pres        | Reti        | Pres   | Reti   |
| ----------------- | ----------------- | ----------------- | ---------- | ---------- | --------------- | --------------- | --------------- | ------------------ | ------------------ | ------------------ | ----------- | ----------- | ----------- | ------ | ------ |
| 2014-2015         | AZ Alkmaar        | E                 | 13         | 1          | CO              | 1               | 0               | -                  | -                  | -                  | -           | -           | -           | 14     | 1      |
| 2015-2016         | AZ Alkmaar        | E                 | 21         | 1          | CO              | 3               | 0               | UEL                | 7                  | 0                  | -           | -           | -           | 31     | 1      |
| 2016-2017         | AZ Alkmaar        | E                 | 31+4       | 3          | CO              | 5               | 1               | UEL                | 12                 | 2                  | -           | -           | -           | 52     | 6      |
| Totale AZ Alkmaar | Totale AZ Alkmaar | Totale AZ Alkmaar | 65+4       | 5          |                 | 9               | 1               |                    | 19                 | 2                  |             | -           | -           | 97     | 8      |
| 2017-2018         | PSV               | E                 | 19         | 0          | CO              | 2               | 1               | UEL                | 1                  | 0                  | -           | -           | -           | 22     | 1      |
| ago. 2018-2019    | Hertha Berlino    | BL                | 4          | 0          | CO              | 0               | 0               | -                  | -                  | -                  | -           | -           | -           | 4      | 0      |
| lug.-ago. 2019    | PSV               | E                 | 0          | 0          | CO              | 0               | 0               | UCL                | 2                  | 0                  | SO          | 1           | 0           | 3      | 0      |
| Totale PSV        | Totale PSV        | Totale PSV        | 19         | 0          |                 | 2               | 1               |                    | 3                  | 0                  |             | 1           | 0           | 25     | 1      |
| ago. 2019-2020    | Anderlecht        | PL                | 18         | 0          | CB              | 3               | 1               | -                  | -                  | -                  | -           | -           | -           | 21     | 1      |
| 2020-gen. 2021    | Anderlecht        | PL                | 8          | 0          | CB              | 0               | 0               | -                  | -                  | -                  | -           | -           | -           | 8      | 0      |
| Totale Anderlecht | Totale Anderlecht | Totale Anderlecht | 26         | 0          |                 | 3               | 1               |                    | -                  | -                  |             | -           | -           | 29     | 1      |
| gen.-giu. 2021    | Kasımpaşa         | SL                | 6          | 0          | TK              | 1               | 0               | -                  | -                  | -                  | -           | -           | -           | 7      | 0      |
| Totale carriera   | Totale carriera   | Totale carriera   | 120+4      | 5          |                 | 15              | 3               |                    | 22                 | 2                  |             | 1           | 0           | 162    | 10     |

## Palmarès

### Club

#### Competizioni nazionali
- Campionato olandese: 1

PSV: 2017-2018
- Campionato israeliano: 1

Maccabi Tel Aviv: 2023-2024
- Campionato cipriota: 1

Pafos: 2024-2025